# تیرس (تیرول جنوبی)
تیرس (به ایتالیایی: Tires) یک کومونه در ایتالیا است که در تیرول جنوبی واقع شده‌است. تیرس ۴۲٫۱ کیلومتر مربع مساحت و ۹۷۹ نفر جمعیت دارد و ۱٬۰۲۸ متر بالاتر از سطح دریا واقع شده‌است.